# Čchudža
Čchudža (korejsky 추자군도) je souostroví v Jižní Koreji ve Speciální autonomní provincii Čedžu. Nachází se v Čedžuském průlivu asi v polovině cesty mezi vlastním ostrovem Čedžu a Korejským poloostrovem. Nachází se v katastru města Čedžu, ačkoli je od něj vzdáleno několik desítek kilometrů. Čchudža je jediné území provincie Čedžu, které nebylo vyzdviženo nad hladinu moře v důsledku sopečné činnosti.
Souostroví sestává ze 42 ostrovů, z nichž však jen čtyři jsou trvale obývané: Sangčchudža-do, Hačchudža-do, Čchupcho-do a Hönggan-do. Nejdůležitější jsou dva hlavní ostrovy Sangčchudža-do a Hačchudža-do, které se nacházejí nedaleko od sebe a jsou propojeny mostem.

## Ekonomika
Hlavním zaměstnáním obyvatel je rybářství.

## Doprava
Spojení s ostrovem Čedžu je dvakrát denně trajektem.

## Rekreace
Nachází se zde turistická stezka Chujado Olle trail No. 18-1, která vede napříč dvěma hlavními ostrovy přes vrcholky kopců a divokou přírodou.